# 破塌城
破塌城，位于中国青海省湟中县多巴镇多巴村，为第四批青海省文物保护单位，公布日期为1986年5月27日，类型为古遗址。
破塌城的历史年代为汉。